# Kenkere, Gauribidanur
Kenkere là một làng thuộc tehsil Gauribidanur, huyện Chikkaballapur, bang Karnataka, Ấn Độ.